# Reggenza di Tana Toraja
La reggenza di Tana Toraja (in indonesiano: Kabupaten Tana Toraja) è una reggenza dell'Indonesia, situata nella provincia di Sulawesi Meridionale.
È molto celebre per il curioso culto dei morti, mummificati, del popolo dei Toraja, che usa riesumarli ogni anno durante il rito funebre.